# Stollbach (Naturschutzgebiet)
Koordinaten: 51° 37′ 6″ N, 6° 45′ 16″ O
Das Naturschutzgebiet Stollbach liegt auf dem Gebiet der Gemeinde Hünxe im Kreis Wesel in Nordrhein-Westfalen. Das aus zwei Teilflächen bestehende Gebiet erstreckt sich südwestlich des Kernortes von Hünxe und nördlich des Hünxer Ortsteils Bruckhausen zu beiden Seiten der A 3 und der Landesstraße L 1. Südwestlich des Gebietes, das vom Stollbach durchflossen wird, verläuft die Kreisstraße K 16. Südöstlich erstreckt sich das etwa 22,9 ha große Naturschutzgebiet Bruckhauser Mühlenbach.

## Bedeutung
Das etwa 38,6 ha große Gebiet wurde im Jahr 2002 unter der Schlüsselnummer WES-076 unter Naturschutz gestellt. Schutzziele sind 
- die Optimierung der Oberläufe des Stollbaches mit besonderer Bedeutung für den anschließenden Auenkomplex,
- die Erhaltung und (im oberen Abschnitt) die Renaturierung des größten erhaltenen Erlenbruchwaldes der Niederrheinische Sandplatten sowie
- der Erhalt und die Optimierung eines naturnahen Tieflandbaches mit ausgeprägter Gewässervegetation und begleitendem torfmoosreichen Erlen-Auenwald.[3]